# Robert Manne

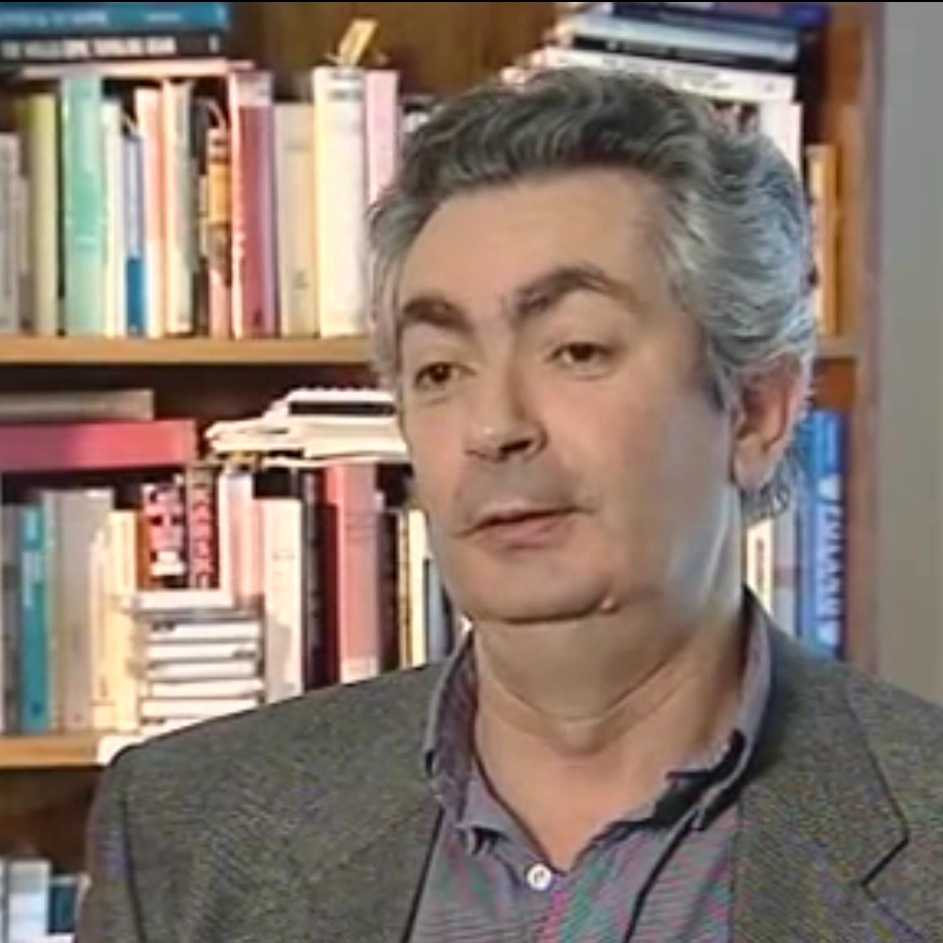
Robert Manne

Robert Manne AO (* 31. Oktober 1947) ist ein australischer Politikwissenschaftler und emeritierter Professor der La Trobe University in Melbourne. Er gilt als einer der führenden Intellektuellen Australiens.

## Leben
Mannes Eltern waren jüdische Flüchtlinge aus Europa.
Zu Mannes Forschungsinteressen gehören ost- und mitteleuropäische Politik, der Kalte Krieg und die History Wars. Von 1990 bis 1997 war er Herausgeber der Zeitschrift Quadrant sowie von 2006 bis 2011 Vorsitzender der Redaktionsleitung der Zeitschrift The Monthly, für die er auch regelmäßig Beiträge schreibt. Manne ist Herausgeber des Sammelbandes Whitewash: On Keith Windschuttle's Fabrication of Aboriginal History (2003), in dem Wissenschaftler und Professoren gegen Keith Windschuttles Thesen zur Geschichte der australischen Aborigines argumentieren.
Er kritisierte 2011 in seinem Aufsatz Bad News: Murdoch’s Australian and the Shaping of the Nation die Berichterstattung und den öffentlichen Einfluss der konservativen Murdoch-Zeitung The Australian. Er hat darüber hinaus auch zu den Themen Antisemitismus und Holocaust geforscht. Er ist Autor bzw. Herausgeber von insgesamt 20 Büchern.
Für seine Bücher und Aufsätze erhielt Manne zahlreiche Auszeichnungen. Er ist Fellow der Academy of the Social Sciences in Australia. Für besondere Verdienste um die Hochschulbildung, um politische und soziale Kommentare, um öffentliche Angelegenheiten und um die indigene Gemeinschaft wurde er 2023 zum Officer des Order of Australia ernannt.
In einer Umfrage des Sydney Morning Herald wurde Robert Manne 2005 zum führenden Intellektuellen Australiens gewählt.

## Veröffentlichungen
Bücher als Autor
- The Petrov Affair: Politics and Espionage. Pergamon, 1987.
- The Culture of Forgetting: Helen Demidenko and the Holocaust. Text Publ. Co., 1996.
- Left, Right, Left: Political Essays 1977-2005. Black Inc., 2005.
- Making Trouble: Essays Against the New Australian Complacency. Black Inc., 2011.

Bücher als Herausgeber
- Whitewash: On Keith Windschuttle's Fabrication of Aboriginal History. Black Inc., 2003.
- Do Not Disturb: Is the Media Failing Australia? Black Inc., 2005.

Zeitschriftenaufsätze
- In Denial: The Stolen Generations and the Right. Quarterly Essay, Issue 1, 2001.
- Bad News: Murdoch's Australian and the Shaping of the Nation. Quarterly Essay, Issue 43, 2011.